# Преображенський Володимир Борисович
Преображенський Володимир Борисович — радянський український кінооператор. Лауреат премії ім. М. В. Ломоносова АН СРСР (1958, 1964).

## Біографічні відомості
Народ. 21 травня 1933 р. в Бельгії в родині дипломата. Закінчив операторський факультет Празької Академії сценічних мистецтв (1956) і Всесоюзний державний інститут кінематографії (1958). З 1958 р. — оператор «Київнаукфільму».
Зняв стрічки: «Атом допомагає нам» (1958, Премія ім. М. В. Ломоносова, кінофестивалів; Лондон, Венеція, Падуя), «Олександр Гіталов розповідає» (1959), «Про це сперечаються у світі» (1960, у співавт.), «Розповідь колоска» (1961), «Чарівник зеленого світу» (1962), «І потече Дніпро за Перекоп» (1962), «На старті електроніки», «Для вашого здоров'я» (1963), «Ульянови в Києві», «Портрет хірурга» (1964, премія ім. М. В. Ломоносова; 1964, Приз «Срібний голуб» Міжнародного кінофестивалю, Лейпциг, 1964), «Чужі турботи» (1965), «Ранкові острови» (реж. і оп.), «Наша Україна» (1966), «На 240 000 000 персон» (1967), «Від двох до семи» (1968), «Матерям світу» (1970), «Від тайги до пустелі Гобі» (1970), «ІПС» (1971), «Швидкість хімічних реакцій. Суть поняття» (1974, у співавт.), «Запряжи блискавку» (1975, Бронзова медаль ВДНГ, 1976), «Джек — бойовий коник» (1976), «Пожежі у вік НТР» (1976), «Альошка і Валет» (1977), «Таємниця калюжі, яка висохла» (1979), «В. М. Глушков, кібернетик» (1980), «Російська мова» (1982), «Київ — столиця Радянської України» (1982), «Державне ставлення» (1983) та ін.
Емігрував 1997 р. Був членом Національної Спілки кінематографістів України.